# Bohdan Gonsior
Bohdan Kazimierz Gonsior, né le 16 février 1937 à Chorzów, est un escrimeur polonais, pratiquant l'épée.

## Palmarès
- Jeux olympiques
  -  Médaille de bronze par équipes aux Jeux olympiques d'été de 1968 à Mexico

- Championnats du monde
  -  Médaille d'or par équipes en championnats du monde 1963 à Gdańsk
  -  Médaille d'argent par équipes aux championnats du monde 1970 à Ankara
  -  Médaille de bronze en individuel aux championnats du monde 1966 à Moscou

- Championnats de Pologne
  -  Médaille d'or aux championnats de Pologne en 1964, 1970 et 1973